# شاه‌توت‌کوب چرخ‌ریسکی
شاه‌توت‌کوب چرخ‌ریسکی (نام علمی: Oreocharis arfaki) نام یک گونه از تیره شاه‌توت‌کوب نگارین است.